# Vetulicolia
Vetulicolia (z łac. vetuli – stary + cola – mieszkaniec) – wymarły typ zwierząt obejmujący kilkanaście kopalnych kambryjskich gatunków. Ich pokrewieństwo jest bardzo niejasne, bywają zaliczane do stawonogów, bazalnych strunowców bądź wtóroustych.

## Występowanie
Dotychczas opisano Vetulicolia z następujących lokalizacji:
- Łupki Maotianshan – 7 rodzajów
- Łupki z Burgess – 1 rodzaj
- Łupki Wheeler – 1 rodzaj[2]
- Sirius Passet – 1 rodzaj[3]
- Łupki Emu Bay - 1 rodzaj[4]

Zasięg czasowy, z jakiego znane są skamieniałości Vetulicolia to 525 – 505 milionów lat temu.

## Systematyka
Typ Vetulicolia dzieli się na dwie gromady:
- Vetulicolida – obejmującą 10 gatunków w siedmiu rodzajach
- Banffozoa – obejmującą 3 gatunki w 3 rodzajach

## Anatomia i morfologia
Tym, co wyróżnia Vetulicolia jest specyficzny plan budowy. Ciało zwierząt należących do tej grupy dzieli się na dwie części – przestronną część przednią, która u większości przedstawicieli przebita jest otworami, oraz wydłużoną, niekiedy spłaszczoną lub skręconą, część tylną, zakończoną odbytem (nie można jej zatem nazwać ogonem). Ciało jest segmentowane. Brak zachowanych jakichkolwiek odnóży, bądź narządów zmysłów.
U przedstawicieli gromady Vetulicolida część przednia składa się zawsze z sześciu segmentów, z czego segmenty od drugiego do szóstego są przebite otworami, część tylna zawsze zbudowana jest z siedmiu segmentów, których część może być bocznie spłaszczona. U niektórych przedstawicieli tej grupy (rodzaje Vetulicola i Bullivetula) występuje swoisty "karapaks", składający się z czterech płyt, obejmujący przednią część ciała, płyty grzbietowe od brzusznych oddzielają rowki, w których znajdują się otwory przebijające przód ciała zwierzęcia. Niektórzy autorzy sugerują, że "karapaks" był wytworem wewnętrznym.
W gromadzie Banffozoa brak tak wyraźnych reguł co do liczby segmentów, aczkolwiek część tylna zawsze składa się z bardzo wielu segmentów (30-50). W części przedniej nie zaobserwowano otworów, u niektórych gatunków obecne rowki.
Połączenia między tylną i przednią częścią oraz połączenia między poszczególnymi elementami części tylnej były ruchome, pozwalające na ruch w płaszczyźnie poziomej.

## Pozycja filogenetyczna
Początkowo Vetulicolia były zaliczane do stawonogów, na co wskazywać miała obecność karapaksu. W miarę dokładniejszego poznawania przedstawicieli grupy i opisywania nowych skamieniałości takie umiejscowienie Vetulicolia budziło coraz więcej wątpliwości. Wskazywano na brak jakichkolwiek odnóży i narządów zmysłów jako na cechy uniemożliwiające rozpatrywanie grupy jako gromady stawonogów. W 2001 roku Shu z zespołem wykazali szereg cech wskazujących na przynależność Vetulicolia do wtóroustych. Świadczyć o tym miały obecność otworów skrzelowych, uznawanych za synapomorfię dla Deuterostomia, obecność endostylu, narządu występującego tylko u strunowców oraz "karapaks", który według autorów był wewnętrznym szkieletem.
Zaklasyfikowanie Vetulicolia w randze typu do wtóroustych wywołało liczne dyskusje w świecie naukowym. Wśród zwolenników takiego umiejscowienia typu na drzewie filogenetycznym zwierząt rozpoczęto dyskusję o ich dokładniejszej pozycji. Lacalli proponował Vetulicolia, jako bazalne osłonice. Wśród argumentów przemawiających na rzecz takiego rozwiązania wymieniano obecność endostylu, struktury typowej dla strunowców. Z czasem Shu wycofał się jednak ze swojej interpretacji zaciemnienia widocznego na dnie przedniej części ciała jako endostylu, szeroko krytykowanej jako zbyt powierzchowna. Większość badaczy skłaniała się obecnie raczej ku uznaniu Vetulicolia za boczne odgałęzienie linii ewolucyjnej zwierząt wtóroustych.
Najnowszy odkryty gatunek vetulicolida, Nesonectris adrigei z Australii ma znacznie lepiej zachowaną strukturę, którą autorzy opisu interpretują jako strunę grzbietową. Dokładna analiza filogenetyczna przeprowadzona przez tych autorów wskazuje na siostrzaną relację między Vetulicolia, a Tunicata, nawet po wykluczeniu z analizy niepewnie interpretowanych cech. W takim razie Vetulicoia należałoby traktować jako podtyp w obrębie strunowców. Jako cechy wspólne między osłonicami a vetulicolidami Garcia-Bellido ze współpracownikami wskazują występowanie podziału ciała na przednią przestronną część filtrującą i tylną trzewną, obecność sztywnej zewnętrznej kutykuli (którą utożsamiają z tuniką) oraz jelito położone w ogonie (u larw żachw w ogonie znajduje się szczątkowe pasmo endodermy).
Cały czas pojawiają się jednak głosy wskazujące na inną pozycję filogenetyczną typu. Postulowano przynależność Vatulicolia do Panarthropoda, natomiast Briggs z zespołem dokonali analizy kladystycznej, w której na podstawie między innymi ilości segmentów, obecności specyficznych narządów gębowych i terminalnie położonego odbytu wskazywano na ryjkogłowy jako najbliższych krewnych Vetulicolia.

## Ekologia
Vetulicolia należały do morskiego nektonu. Ich budowa sugeruje, że były zdolne do aktywnego pływania dzięki ruchowi tylnej, bocznie spłaszczonej części ciała w płaszczyźnie poziomej. Zapewne różni przedstawiciele grupy odżywiali się w różny sposób, na co wskazuje różnorodność narządów gębowych opisywanych u tych zwierząt (usztywnione "dzioby", dyski oralne o złożonej budowie), aczkolwiek były to zwierzęta filtrujące. Woda wpływała do przestronnej gardzieli przez otwór gębowy, a następnie była w sposób czynny wypychana przez lateralnie położone otwory skrzelowe, zaopatrzone w specjalne wieczka kontrolujące ilość przepływającej wody. Zawieszony w wodzie pokarm był w ten sposób odfiltrowywany w gardzieli, a następnie transportowany do jelita, które przebiegało przez całą długość tylnej części ciała, niekiedy zwinięte helikalnie (np. u Vetulicola).